# Gustave Jean Jacquet

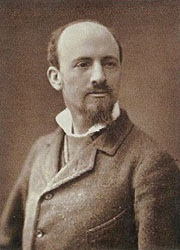
Photo von ca. 1885

Gustave Jean Jacquet (* 25. Mai 1846 in Paris; † 12. Juli 1909 ebenda) war ein französischer Genre-, Historien- und Porträtmaler.

## Leben
Jacquet studierte an der École des Beaux-Arts bei William Adolphe Bouguereau, der sich dem akademischen Realismus und damit dem klassischen Realismus verschrieben hatte. 1865 konnte Jacquet mit Unterstützung seines Lehrers anlässlich der großen Ausstellung des Pariser Salons mit seiner Allegorie Bescheidenheit und Traurigkeit debütieren. Seine Werke waren bis zu seinem Tod regelmäßig auf den Ausstellungen der Société des Artistes Français zu sehen.
Jacquets künstlerischer Erfolg ging mit dem finanziellen einher. Er unternahm mehrere ausgedehnte Studienreisen durch Italien, Deutschland und nach England. Neben der Anfertigung von Porträtbildern widmete er sich der Kostüm- und Trachtenmalerei. Er signierte seine Werke zumeist mit „G Jacquet“.
Jacquet war mit Zélie Bardoux verheiratet, die seine Assistentin und sein Modell war.

## Auszeichnungen (Auswahl)
- 1875: Medaille 1. Klasse für La Rêverie
- 1879: Auszeichnung mit dem Ritterkreuz der Ehrenlegion[1]

## Ausstellungen (Auswahl)
- 27. Januar bis 15. Februar 1919: Exposition, Gustave Jacquet Galerie J. Chaine & Simonson, Paris

## Werke (Auswahl)
- 1867: Der Ruf zu den Waffen im 16. Jahrhundert (l’Appel aux armes, Sammlung der Prinzessin Matlhilde)
- 1868: Der Auszug einer Armee von Landsknechten und deutschen Söldnern im 16. Jahrhundert (Sortie de lansquenets, Ausgezeichnet mit einer Medaille, Schloss Blois)
- 1872: Das junge Mädchen mit dem Degen (Jeune fille à l’Èpée)
- 1873: Das große Fest in der Touraine im 16. Jahrhundert
- 1875: La Rêverie (ausgezeichnet mit einer Medaille 1. Klasse)
- 1876: Die Bauernfrau
- 1878: Jeanne d’Arc prie pour la France (Johanna von Orleans betet für Frankreich)
- 1879: La Première arrivée
- 1880: Le Menuet
- 1884: La Pavanne
- 1892: La Bienvenue
- 1894: La Musique

Porträts
- 1867: Fräulein Menzoggi
- 1885: Le portrait de la Duchesse d’Uzès (Anne de Mortemart)